# Nomorhamphus celebensis
Nomorhamphus celebensis is een straalvinnige vissensoort uit de familie van de Zenarchopterida. De wetenschappelijke naam van de soort is voor het eerst geldig gepubliceerd in 1922 door Weber & de Beaufort.